# 卢布桑亚木·干图木尔
卢布桑亚木·干图木尔（1973年—）生于蒙古国乌布苏省乌兰固木，蒙古国政治人物。

## 生平
1993年至1996年，在日本仙台大学电信工程师专业学习并毕业。1996年至1999年，在日本长冈大学电子工程师专业学习并毕业。2004年和2016年，出任国家大呼拉尔委员。2006年至2007年，任国家大呼拉尔经济常设委员会主任。2008年至2012年，任国家大呼拉尔民主党团团长。2012年至2014年任阿勒坦呼亚格内阁教育和科学部部长。2014年至2016年任赛汗比勒格内阁教育文化与科学部部长。2016年，曾竞选民主党主席。

## 家庭
家庭人口6人，同妻子和4个孩子一起生活。